# Список послов России в Азербайджане
В статье представлен список послов России в Азербайджане.
- 4 апреля 1992 г. — установлены дипломатические отношения на уровне посольств.
- 25 сентября 1992 г. — открыто посольство России в Баку.

## Список послов
| Срок полномочий                   | Посол                        | Годы жизни | Вручение верительных грамот | Комментарии          |
| --------------------------------- | ---------------------------- | ---------- | --------------------------- | -------------------- |
| 2 марта 1992 — 26 июня 1995       | Вальтер Александрович Шония  | 1936—      |                             |                      |
| 26 июня 1995 — 6 января 2000      | Александр Викторович Блохин  | 1951—      |                             |                      |
| 9 сентября 2000 — 19 октября 2004 | Николай Тимофеевич Рябов     | 1946—      |                             |                      |
| 29 мая 2006 — 24 февраля 2009     | Василий Николаевич Истратов  | 1954—      | 4 августа 2006              |                      |
| 24 февраля 2009 — 27 ноября 2017  | Владимир Дмитриевич Дорохин  | 1948—      | 2 апреля 2009               |                      |
| 27 ноября 2017 — 2018             | Олег Юрьевич Мурашев         | 1961—      |                             | Временный поверенный |
| 29 мая 2018 — 14 июня 2023        | Михаил Николаевич Бочарников | 1948—      | 10 июня 2018                |                      |
| 14 июня 2023 — наст. время        | Михаил Николаевич Евдокимов  | 1959—      | 10 августа 2023             |                      |